# Route 106 (Nouvelle-Écosse)
Pour les articles homonymes, voir Route 106.
La route 106 est une route à deux voies située dans le nord de la Nouvelle-Écosse entre Westville et le traversier de Caribou, au nord de Pictou. Elle permet d'accéder au traversier vers l'Île du Prince-Édouard.
La section sud de la route 106, entre la route 104 et la rivière Pictou est une autoroute à deux voies. La section nord est une route à accès contrôlés avec intersections à niveaux.

## Intersections majeures
| Comté                     | Ville                     | km          | Sortie                                                         | Destinations                                                      | Notes                                                                                   |
| ------------------------- | ------------------------- | ----------- | -------------------------------------------------------------- | ----------------------------------------------------------------- | --------------------------------------------------------------------------------------- |
| Pictou                    |                           | 0,00        | 1                                                              | Route 104 – Westville, Halifax, Truro, New Glasgow, Cap-Breton    | Indiqué sortie 1E (est) et 1W (ouest)                                                   |
| Pictou                    | Mount William             | 1,30        | 1A                                                             | Trenton, Abercrombie                                              | Abercrombie indiqué en direction nord seulement                                         |
| Pictou                    |                           | 6,60        | 2                                                              | Granton, Abercrombie                                              |                                                                                         |
| Pictou                    | Pictou                    | 8,60–10,20  | Chaussée Harvey-Veniot au-dessus de Pictou Harbour             | Chaussée Harvey-Veniot au-dessus de Pictou Harbour                | Chaussée Harvey-Veniot au-dessus de Pictou Harbour                                      |
| Pictou                    | Pictou                    | 11,70–12,10 | 3A                                                             | West River Road – Pictou                                          | Carrefour giratoire; indiqué sortie 3B (vers Route 106 nord) et 3E (vers Route 106 sud) |
| Pictou                    | Pictou                    | 11,70–12,10 | 3C                                                             | Route 6 ouest (Sunrise Trail) – River John, Tatamagouche, Amherst | Carrefour giratoire; indiqué sortie 3B (vers Route 106 nord) et 3E (vers Route 106 sud) |
| Pictou                    | Pictou                    | 11,70–12,10 | 3D                                                             | Route 376 sud vers Route 256 – Lyons Brook, Durham                | Carrefour giratoire; indiqué sortie 3B (vers Route 106 nord) et 3E (vers Route 106 sud) |
| Pictou                    | Caribou                   | 19,40       | Quai de traversier de Caribou                                  | Quai de traversier de Caribou                                     | Quai de traversier de Caribou                                                           |
| Détroit de Northumberland | Détroit de Northumberland |             | Traversier de Northumberland Ferries Limited vers Wood Islands | Traversier de Northumberland Ferries Limited vers Wood Islands    | Traversier de Northumberland Ferries Limited vers Wood Islands                          |
| Détroit de Northumberland | Détroit de Northumberland | —           | Route 1 ouest – Charlottetown                                  | Continue à l'Île-du-Prince-Édouard                                |                                                                                         |
| - Accès payant            |                           |             |                                                                |                                                                   |                                                                                         |